# Bordeasca Nouă, Vrancea
Bordeasca Nouă este un sat în comuna Tătăranu din județul Vrancea, Muntenia, România.
 Acest articol despre o localitate din județul Vrancea este deocamdată un ciot. Puteți ajuta Wikipedia prin completarea lui.